# Хенри (Тенеси)
Хенри (енгл. Henry) град је у америчкој савезној држави Тенеси.

## Демографија
По попису из 2010. године број становника је 464, што је 56 (-10,8%) становника мање него 2000. године.
| Група             | 2000.       | 2010.       |
| Белци             | 408 (78,5%) | 343 (73,9%) |
| Афроамериканци    | 75 (14,4%)  | 47 (10,1%)  |
| Азијати           | 0 (0,0%)    | 0 (0,0%)    |
| Хиспаноамериканци | 35 (6,7%)   | 62 (13,4%)  |
| Укупно            | 520         | 464         |